# Aleksandr Andriejew (lotnik)
Aleksandr Pietrowicz Andriejew (ros. Александр Петрович Андреев, ur. 5 maja 1923 we wsi Bierezowo w obwodzie riazańskim, zm. 5 października 2020 w Moskwie) – radziecki lotnik wojskowy, generał pułkownik lotnictwa, Bohater Federacji Rosyjskiej (1995).

## Życiorys
Po ukończeniu w 1940 szkoły średniej podjął studia w Riazańskim Instytucie Pedagogicznym i jednocześnie uczył się w aeroklubie, we wrześniu 1941 wstąpił do Armii Czerwonej, w 1943 ukończył szkołę lotniczą. Od listopada 1943 uczestniczył w wojnie z Niemcami jako lotnik Samodzielnej Armii Nadmorskiej, od kwietnia 1944 4 Frontu Ukraińskiego, a od czerwca 1944 2 Frontu Białoruskiego, brał udział w operacji noworosyjsko-tamańskiej, kerczeńsko-eltigeńskiej, krymskiej, białoruskiej, wschodniopruskiej, pomorskiej i berlińskiej. Wykonał 366 lotów bojowych i stoczył 50 walk powietrznych, zestrzelił osobiście 4 i w grupie 2 samoloty wroga. Po wojnie wykładał w Kaczyńskiej Wyższej Wojskowej Szkole Lotniczej dla Pilotów, w latach 1961–1967 był zastępcą dowódcy i dowódcą 11 Gwardyjskiej Lotniczej Dywizji Myśliwskiej w Południowej Grupie Wojsk na Węgrzech, 1967–1968 zastępcą dowódcy 37 Armii Lotniczej Dalekiego Zasięgu, a od kwietnia 1968 do czerwca 1970 I zastępcą dowódcy 4 Armii Lotniczej Północnej Grupy Wojsk w Polsce. Od czerwca 1970 do sierpnia 1973 dowodził 73 Armią Powietrzną Środkowoazjatyckiego Okręgu Wojskowego, następnie 17 Armią Powietrzną Kijowskiego Okręgu Wojskowego (w 1975 otrzymał stopień generała pułkownika lotnictwa), od grudnia 1979 do października 1989 kierował katedrą sztuki operacyjnej Sił Powietrznych Wojskowej Akademii Sztabu Generalnego Sił Zbrojnych ZSRR im. Woroszyłowa, następnie zakończył służbę wojskową. Napisał 15 prac naukowych na temat przystosowania lotnictwa, ma stopień kandydata nauk wojskowych.

## Odznaczenia
- Bohater Federacji Rosyjskiej (8 maja 1995)
- Order Lenina (1967)
- Order Czerwonego Sztandaru (dwukrotnie - 10 września 1944 i 24 maja 1945)
- Order Wojny Ojczyźnianej I klasy (dwukrotnie - 18 kwietnia 1945 i 11 marca 1985)
- Order Czerwonego Sztandaru Pracy (1982)
- Order Czerwonej Gwiazdy (dwukrotnie - 22 kwietnia 1944 i 1956)
- Order „Za służbę Ojczyźnie w Siłach Zbrojnych ZSRR” III klasy (1977)
- Medal „Za zasługi bojowe” (1951)
- Medal „Za zdobycie Królewca”
- Zasłużony Lotnik Wojskowy ZSRR (1973)
- Krzyż Kawalerski Orderu Odrodzenia Polski (Polska)
- Odznaka Braterstwa Broni (Polska)
- Medal Za Umacnianie Braterstwa Broni (Czechosłowacja)
- Medal 30-lecia Zwycięstwa nad Cesarstwem Japonii (Mongolska Republika Ludowa)